# Holistic Design
Holistic Design est un studio de développement de jeux vidéo basé aux États-Unis et fondé en 1992.

## Ludographie
- 1992 : Battles of Destiny
- 1993 : Merchant Prince
- 1994 : Hammer of the Gods
- 1995 : Emperor of the Fading Suns
- 1995 : Machiavelli the Prince
- 1996 : Final Liberation: Warhammer Epic 40,000
- 2001 : Merchant Prince II
- 2002 : Mall Tycoon